# 天津乙女
天津 乙女（あまつ おとめ、1905年（明治38年）10月9日 - 1980年（昭和55年）5月30日）は、宝塚歌劇団団員（元月組主演クラス・月組組長）。のちに同劇団理事をつとめた。本名鳥居 栄子。愛称エイコさん。
後輩の春日野八千代や神代錦とならんで「宝塚の至宝」と呼ばれた。

## 略歴
1905年（明治38年）、東京に生まれる。
1918年（大正7年）に宝塚少女歌劇団（現在の宝塚歌劇団）初の東京公演が行われた際の生徒募集に応じて入団し、初瀬音羽子や久方靜子らと共に東京出身者として初の団員（生徒）となった。芸名は小倉百人一首収録の僧正遍昭の歌
から命名された。歌劇「パリゼット」をはじめ、「棒しばり」「奴道成寺」など数多くの舞踊の作品に出演し、日本舞踊の名手として女六代目の異名をとった。1933年（昭和8年）3月、新設された舞踊専科の責任者に転属して以来後進の指導に尽力し、多くのスター団員を育てた。

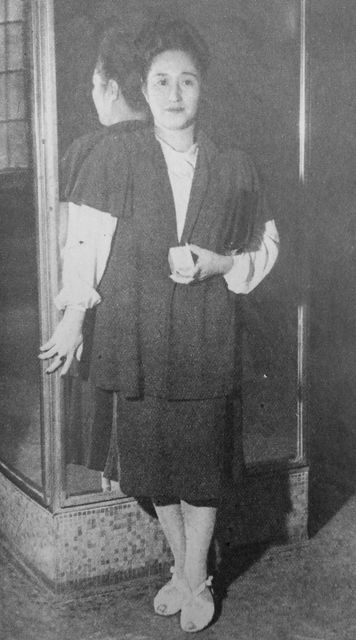
1948年（昭和23年）

40年間にわたって日本舞踊に精進した功績が認められ、1958年（昭和33年）に紫綬褒章を受章している。
1980年（昭和55年）5月30日、在団のまま死去、享年75。谷中霊園に墓があり（位置・甲1号1側。桜通りから3基目、北側）、墓誌は本名「鳥居栄子」名義である。
没後、宝塚歌劇団100周年記念の2014年に殿堂入り。
妹は雲野かよ子と池邊鶴子（新字体：池辺鶴子）。いずれも宝塚の所属で、芸名の「雲野かよ子」は天津乙女と同じ歌に由来する。かよ子も天津乙女と同時に殿堂入りを果たしており、タカラジェンヌで唯一の殿堂入り姉妹となった。また、弟の鳥居正一郎は阪急百貨店社長を務めていた。

### 年譜
- 1918年（大正7年） - 6月21日[8]  入団（7期もしくは8期生）、10月20日 初舞台（『馬の王様』、『鼎法師』、『お蠶祭』〈宝塚新温泉パラダイス劇場〉）。
- 1930年（昭和5年） - 5月 藤間流名取となる。
- 1938年（昭和13年） - 10月（～翌年3月まで） 第一回ヨーロッパ公演に参加。
- 1948年（昭和23年） - 9月 歌劇団理事に就任。
- 1954年（昭和29年） - 11月 兵庫県文化賞受賞[9]。
- 1955年（昭和30年） - 3月（～4月まで） 第一回ハワイ公演に参加。
- 1957年（昭和32年） - 4月（～5月まで） 第三回ハワイ公演に参加。
- 1958年（昭和33年） - 11月 紫綬褒章受章。
- 1959年（昭和34年） - 7月（～11月まで） カナダ・アメリカ公演に参加。
- 1976年（昭和51年） - 4月 勲四等宝冠章受章[10]。
- 1980年（昭和55年） - 5月30日永眠[1]。

## 主な舞台作品
- 『馬の王様』『鼎法師』『お蠶祭』（1918年10月20日 - 11月30日、パラダイス劇場）
- 『鞍馬天狗』『啞女房』『鷽替』（1919年1月1日 - 1月20日、パラダイス劇場）
- 『家庭敎師』『桶の中の哲學者』『文珠と獅子』（1919年3月20日 - 5月20日、宝塚新歌劇場（公會堂劇場）
- 『蟹滿寺緣起』『膝栗毛』『源氏物語』『風流延年舞』（1919年7月20日 - 8月31日、宝塚新歌劇場（公會堂劇場）
- 『瘤取物語』『涅槃猫』（1919年10月20日 - 11月30日、宝塚新歌劇場（公會堂劇場）
- 『文福茶釜』『西遊記』（1920年1月1日 - 1月20日、宝塚新歌劇場（公會堂劇場）
- 『罰』『金平めがね』『毒の花園』（1920年3月20日 - 5月20日、宝塚新歌劇場（公會堂劇場）
- 『八犬傳』『正直者』（1920年7月20日 - 8月31日、宝塚新歌劇場（公會堂劇場）
- 『灰酒』『お夏笠物狂』『小野小町』『月光曲』（1920年10月20日 - 11月30日、宝塚新歌劇場（公會堂劇場）
- 『二葉の楠』（1921年3月20日 - 5月20日、宝塚新歌劇場（公會堂劇場）
- 『牛若と辧慶』『犬の停車場』（第二部）（1921年7月20日 - 8月31日、宝塚新歌劇場（公會堂劇場）
- 『眠の女神』『杓子ぬけ』（月組）（1921年9月20日 - 10月18日、宝塚新歌劇場（公會堂劇場）
- 『吉備津の鳴釜』『初夢』（月組）（1922年1月1日 - 1月25日、宝塚新歌劇場（公會堂劇場）
- 『春日舞姫』『酒茶問答』（月組）（1922年3月15日 - 4月30日、宝塚新歌劇場（公會堂劇場）
- 『瓜盗人』『酒の始』（月組）（1922年7月15日 - 8月20日、宝塚新歌劇場（公會堂劇場）
- 『丹波與作』『人格者』（月組）（1922年9月20日 - 10月24日、宝塚新歌劇場（公會堂劇場）
- 『吉例三番叟』『護花鈴』『あこがれ』（月組）（1923年3月20日 - 4月10日、宝塚新歌劇場（中劇場）
- 『兄さん閉口』『采女禮讃』（月組）（1923年5月11日 - 6月10日、宝塚新歌劇場（中劇場）
- 『淀殿』（月組）（1923年8月20日 - 9月20日、宝塚新歌劇場（中劇場）
- 『琵琶島碑文』『天狗草紙』（月組）（1923年10月25日 - 11月30日、宝塚新歌劇場（中劇場）
- 『大原車』（月組）（1924年4月16日 - 4月30日、宝塚新歌劇場（中劇場）
- 『女郎蜘蛛』（月・花組）（1924年7月19日 - 9月2日、宝塚大劇場）
- 『正ちゃんの冒険』（月組）（1924年10月1日 - 10月31日、宝塚大劇場）
- 『鼎法師』（花組）（1924年11月1日 - 11月30日、宝塚大劇場）
- 『鴨川夜話』『ねゝ姫様』（月組）（1925年4月1日 - 4月30日、中劇場）
- 『島の女軍』『鏡の宮』『野心家』（月組）（1925年7月1日 - 7月31日、宝塚大劇場）
- 『笑ひの似顔繪』『歯が痛い』（月組）（1925年10月1日 - 10月31日、宝塚大劇場）
- 『均一タクシー』『寅童子』（月組）（1926年1月1日 - 1月31日、宝塚大劇場）
- 『飴』『伯父の財産』（月組）（1926年4月1日 - 4月30日、宝塚大劇場）
- 『白縫扇陣』『我等の世界』（月組）（1926年7月1日 - 7月31日、宝塚大劇場）
- 『猩々捕』『平家村』（月組）（1926年10月1日 - 10月31日、宝塚大劇場）
- 『厳島物語』『阿七狂焔』（月組）（1927年2月1日 - 2月28日、宝塚大劇場）
- 『愛の復活』『八橋焼』『人格者』（月組）（1927年5月1日 - 5月31日、宝塚大劇場）
- 『國性爺』『一條大蔵卿』『ベース・ボール』（月組）（1927年8月1日 - 8月31日、宝塚大劇場）
- 『兜』（月組）（1927年11月1日 - 11月30日、宝塚大劇場）
- 『三人静』『角法師』（月組）（1928年3月1日 - 3月31日、宝塚大劇場）
- 『鏡の宮』『慈光』（月組）（1928年6月1日 - 6月30日、宝塚大劇場）
- 『室戸の鯨』『お光狂亂』（月組）（1928年9月1日 - 9月30日、宝塚大劇場）
- 『女暫』『二人神楽師』（月組）（1928年12月1日 - 12月28日、中劇場）
- 『榎の僧正』『羅浮仙』（月組）（1929年3月1日 - 3月31日、宝塚大劇場）
- 『江戸名物詩』（月組）（1929年9月1日 - 9月30日、宝塚大劇場）
- 『後の景清』『賣切れ申候』（月組）（1929年12月1日 - 12月28日、中劇場）
- 『敦盛』『朝比奈柱抜』『邯鄲』（月組）（1930年2月1日 - 2月28日、中劇場）
- 『玉蟲祈願』『偽片輪』（月組）（1930年5月1日 - 5月31日、宝塚大劇場）
- 『若き日の時平』『鎌腹』（月組）（1930年8月1日 - 8月31日、宝塚大劇場）
- 『六人僧』（月組）（1930年11月1日 - 11月30日、宝塚大劇場）
- 『奴道成寺』『セニョリータ』（月組）（1931年1月1日 - 1月31日、宝塚大劇場）
- 『小袖物狂』『ミス・上海』（月組）（1931年4月1日 - 4月30日、宝塚大劇場）
- 『良辨杉』『世界の花嫁』（月組）（1931年7月1日 - 7月31日、宝塚大劇場）
- 『紅葉狩』（月組）（1931年10月1日 - 10月31日、宝塚大劇場）
- 『筑紫管公』『お弓始』（月組）（1932年2月1日 - 2月29日、宝塚大劇場）
- 『棒しばり』（月組）（1932年5月1日 - 5月15日、宝塚大劇場）
- 『狂乱橋供養』『太刀盗人』- 黒兵衛 役（月組）（1932年8月1日 - 8月31日、宝塚大劇場）
- 『十津川少女』（月組）（1932年11月1日 - 11月30日、宝塚大劇場）
- 『鏡獅子』（月組）（1933年2月1日 - 2月28日、宝塚大劇場）
- 『朝比奈蜂合戦』（専科）（1933年5月1日 - 5月21日、中劇場）
- 『金岡』『鐘ヶ淵』『花詩集』（花組）（1933年9月1日 - 9月30日、宝塚大劇場）
- 『狐』（星組）（1933年10月1日 - 10月31日、宝塚大劇場）
- 『紅梅殿』（月組）（1934年3月26日 - 4月30日、宝塚大劇場）
- 『沈鐘』（星組）（1934年7月1日 - 7月31日、宝塚大劇場）
- 『寶三番叟』『うわなり鏡』『春のをどり（流線美）』（星組）（1935年4月1日 - 4月30日、宝塚大劇場）
- 『弓師』（星組）（1935年8月1日 - 8月31日、宝塚大劇場）
- 『黒木御所』『寶塚忠臣蔵』（雪組）（1936年3月1日 - 3月31日、宝塚大劇場）
- 『油賣り』（雪組）（1936年5月6日 - 5月26日、中劇場）
- 『船辨慶』（雪組）（1936年8月1日 - 8月31日、宝塚大劇場）
- 『戀に破れたるサムライ』（月組）（1937年3月1日 - 3月31日、宝塚大劇場）
- 『木賊刈』（月組）（1938年7月1日 - 7月31日、宝塚大劇場）
- 『祭禮の夜』（月組）（1939年5月26日 - 6月25日、宝塚大劇場）
- 『富士太鼓』（雪組）（1940年1月26日 - 2月24日、宝塚大劇場）
- 『鏡獅子』（花組）（1943年6月26日 - 7月25日、宝塚大劇場）
- 『鏡獅子』（花組）（1946年6月1日 - 6月30日、宝塚大劇場）
- 『涼風』（雪組）（1946年8月1日 - 8月30日、宝塚大劇場）
- 『道行初音旅路』（月組）（1946年12月1日 - 12月29日、宝塚大劇場）
- 『素襖落』（花組）（1947年9月2日 - 9月29日、宝塚大劇場）
- 『船辨慶』（雪組）（1947年11月1日 - 11月30日、宝塚大劇場）
- 『悪たれ』（月組）（1948年1月1日 - 1月30日、宝塚大劇場）
- 『早春譜』（雪組）（1948年2月1日 - 2月29日、宝塚大劇場）
- 『太刀盗人』（花組）（1948年7月1日 - 7月30日、宝塚大劇場）
- 『鏡獅子』（雪組）（1949年10月1日 - 10月30日、宝塚大劇場）
- 『妖炎』（雪組）（1950年3月1日 - 3月30日、宝塚大劇場）
- 『素襖落』（花組）（1950年8月1日 - 8月30日、宝塚大劇場）
- 『四つのファンタジア』- 鷺娘 役（雪組）（1951年3月1日 - 3月30日、宝塚大劇場）
- 『浮かれ地蔵』（雪組）（1951年7月1日 - 7月30日、宝塚大劇場）
- 『花の風土記』（雪組）（1951年11月1日 - 11月29日、宝塚大劇場）
- 『花の風土記』（星組）（1951年12月1日 - 12月20日、宝塚大劇場）
- 『鏡獅子』（星組）（1952年5月1日 - 5月30日、宝塚大劇場）
- 『春の踊り(花の宝塚)』（月組）（1953年4月1日 - 4月29日、宝塚大劇場）
- 『船辨慶』（星組）（1953年10月1日 - 10月30日、宝塚大劇場）
- 『春の踊り(宝塚物語)』（星組）（1954年4月1日 - 4月29日、宝塚大劇場）
- 『秋怨』- 葛の葉 役（月組）（1954年10月1日 - 10月31日、宝塚大劇場）
- 『日本の祭りと民謡』『土蜘』（雪組）（1955年2月2日 - 2月27日、宝塚大劇場）
- 『曽我物語』（星組）（1955年7月1日 - 7月31日、宝塚大劇場）
- 『出雲の阿國』（雪組）（1955年10月1日 - 10月30日、宝塚大劇場）
- 『国姓爺合戦』 - 和藤内 役（星組）（1955年11月1日 - 11月30日、宝塚大劇場）
- 『鏡獅子』（星組）（1956年1月1日 - 1月30日、宝塚大劇場）
- 『船辨慶』（花組）（1956年7月1日 - 7月30日、宝塚大劇場）
- 『宝塚おどり絵巻』（花組）（1957年1月1日 - 1月29日、宝塚大劇場）
- 『秋の踊り（三都アルバム）』（月組）（1957年10月1日 - 10月30日、宝塚大劇場）
- 『寿初春絵巻』（月組）（1958年1月1日 - 1月29日、宝塚大劇場）
- 『舞踊一代』（花組）（1958年7月2日 - 7月30日、宝塚大劇場）
- 『恋河童』- 河童の太郎 役（花組）（1959年3月1日 - 3月24日、宝塚大劇場）
- 『雪姫』（月組）（1960年1月1日 - 1月31日、宝塚大劇場）
- 『天守物語』- 亀姫 役（月組）（1960年10月1日 - 10月30日、宝塚大劇場）
- 『宝塚百花譜（ハナクラベ）』（合同）（1961年12月1日 - 12月25日、梅田コマスタジアム）
- 『メイド・イン・ニッポン』（星組）（1962年3月24日 - 4月29日、宝塚大劇場）
- 『連獅子』（月組）（1962年5月1日 - 5月31日、宝塚大劇場）
- 『舞拍子』（月・星組）（1964年1月1日 - 1月29日、宝塚大劇場）
- 『宝寿』- 雪姫、牛若丸 役（花・雪組合同）（1964年5月7日 - 5月31日、宝塚大劇場）
- 『宝寿』- 雪姫、牛若丸 役（星・月組合同）（1964年6月2日 - 6月28日、宝塚大劇場）
- 『日本の四季』（月組）（1966年3月25日 - 4月26日、宝塚大劇場）
- 『寿式三番叟』（花組）（1967年1月1日 - 1月25日、宝塚大劇場）
- 『舞三代』- 秋篠、春方 役（月組）（1968年1月1日 - 1月30日、宝塚大劇場）
- 『茨木童子』- 茨木童子 役（月組）（1970年1月1日 - 2月4日、宝塚大劇場）
- 『タカラヅカEXPO'70―第一部　四季の踊り絵巻―』- 春三番、猩々 役 （雪組）（1970年3月14日 - 4月14日、宝塚大劇場）
- 『宝塚名曲選』（花組）（1973年1月1日 - 1月30日、宝塚大劇場）
- 『清く正しく美しく』（星・花組）（1974年3月23日 - 4月25日、宝塚大劇場）
- 『くるるんるん』- 木樵の木次 役（1976年2月）
- 『朱雀門の鬼』- 鬼神皓玄 役（花組）（1977年1月1日 - 2月15日、宝塚大劇場）
- 『宝花集〜天津乙女舞台生活六十年〜』- 「峠の万歳」の才蔵、清姫 役（星組）（1978年11月10日 - 12月25日、宝塚大劇場）
- 『鏡獅子』（1979年10月）

## 書籍
- 踊りごよみ（1959年、宝塚歌劇団出版部）